# Wazgen Tewanian
Wazgen Tewanian (orm. Վազգեն Թևանյան; ur. 27 października 1999) – ormiański zapaśnik walczący w stylu wolnym. Dwukrotny olimpijczyk. Zajął siódme miejsce w Paryżu 2024 w kategorii do 65 kg i czternaste w Tokio 2020 w tej samej wadze.
Pierwszy w Pucharze Świata indywidualnie w 2020. Brązowy medalista mistrzostw świata w 2023. Mistrz Europy w 2023, trzeci w 2025. Wygrał indywidualny Puchar Świata w 2020. 
Mistrz świata U-23 w 2022 i drugi w 2021. Mistrz Europy U-23 w 2019. Mistrz Europy juniorów w 2018 i trzeci na MŚ juniorów w 2018. Mistrz Europy kadetów w 2015 roku.